# María Corda
María Corda pseudonimo di Mária Antónia Farkas (Déva, 4 maggio 1898 – Thônex, 2 febbraio 1975) è stata un'attrice ungherese del cinema muto.

## Biografia
Frequentò una scuola di danza e svolse anche una breve attività teatrale prima di esordire sullo schermo nel 1919 in alcuni film della casa cinematografica Corvin Film, dove iniziò con quattro pellicole dirette dal marito Alexander Korda.
Assieme al marito lasciò il suo paese a seguito della caduta della Repubblica sovietica ungherese, nella quale erano coinvolti, e si recò in Austria, dove divenne una celebrità. Nel 1921 fu in Italia, dove girò tre pellicole per la Do.Re.Mi. di Lucio D'Ambra, in coppia con Alberto Capozzi. Sempre nel cinema italiano fu nel cast dei film L'uomo più allegro di Vienna (1925) e Gli ultimi giorni di Pompei (1926).
Fu attiva fino al 1929 e girò film in Germania, Gran Bretagna e Stati Uniti. Nel 1930 divorziò dal marito e si ritirò a vita privata.

## Filmografia parziale

### Attrice
- Il sogno d'una notte d'estate a Venezia, regia di Alfredo De Antoni (1921)
- La vita e la commedia, regia di Alfredo De Antoni (1921)
- Totote di Gyp, regia di Alfredo De Antoni (1921)
- Schiava regina (Die Sklavenkönigin), regia di Michael Curtiz (1924)
- L'uomo più allegro di Vienna, regia di Amleto Palermi (1925)
- Gli ultimi giorni di Pompei, regia di Carmine Gallone (1926)
- La signora che non vuole bambini (Madame wünscht keine Kinder), regia di Alexander Korda (1926)
- L'ufficiale della Guardia (Der Gardeoffizier), regia di Robert Wiene (1926)
- Eine Dubarry von heute, regia di Alexander Korda (1927)
- La vita privata di Elena di Troia (The Private Life of Helen of Troy), regia di Alexander Korda (1927)
- Batalla de damas, regia di Armand Guerra e Hans Werckmeister (1928)
- Tesha, regia di Edwin Greenwood e Victor Saville (1928)
- Cuori in fiamme (Der moderne Casanova), regia di Max Obal e Rudolf Walther-Fein (1928)
- La donna e il diavolo (Love and the Devil), regia di Alexander Korda (1929)
- L'incantesimo di Circe (Heilige oder Dirne), regia di Martin Berger (1929)
- Die Konkurrenz platzt, regia di Max Obal e Rudolf Walther-Fein (1929)

### Film o documentari dove appare María Corda
- Rund um die Liebe, regia di Oskar Kalbus - filmati di repertorio (1929)